# Ditaxis heterantha
Ditaxis heterantha là một loài thực vật có hoa trong họ Đại kích. Loài này được Zucc. mô tả khoa học đầu tiên năm 1832.